# Ugo D'Alessio
Ugo D'Alessio (Nápoles, 26 de agosto de 1909-ibídem, 16 de febrero de 1979) fue un actor de cine italiano.

## Filmografía parcial
- Malaspina (1947) - Nicola
- Madunnella (1948) - Il ragionere, padre di Maria
- Assunta Spina (1948) - Epanimonda Pesce
- Luna rossa (1951) - Gesualdo
- Cento piccole mamme (1952)
- Totò a colori (1952)
- Processo alla città (1952) - Gennaro Ruotolo (no acreditado)
- Rosalba, la fanciulla di Pompei (1952) - Nicolino
- Voto di marinaio (1953)
- Soli per le strade (1953)
- Due notti con Cleopatra (1954) - Cocis
- Amori di mezzo secolo (1954) - The Octopus Vendor (segmento "Napoli 1943")
- Dov'è la libertà? (1954) - Un giudice
- Il medico dei pazzi (1954)
- Questi fantasmi (1954)
- Milanesi a Napoli (1954) - Cantante col mandolino
- I giorni più belli (1956) - Il napoletano che annota la targa
- Carmela è una bambola (1958) - Don Arcangelo Di Capua
- La sposa (1958) - Il prete
- Addio per sempre! (1958)
- Gastone (1960) - Comediante desdeñoso en 'Salone Margherita' (no acreditado)
- La contessa azzurra (1960) - Armandino
- Appuntamento a Ischia (1960) - Antonio Argenti
- Todos a casa (1960) - Prete
- Viva l'Italia! (1961) - Secretario
- Totòtruffa 62 (1961) - Decio Cavallo
- Il giudizio universale (1961)
- L'oro di Roma (1961) - Piperno el orfebre
- Totò contro i quattro (1963) - Di Sabato
- Dos monjitas (1963) - Director
- Spara forte, più forte, non capisco (1966)
- Il giorno della civetta (1968) - Segundo mafioso en el banquete
- Capriccio all'italiana (1968) - Il commissario di PS (segmento "Mostro della domenica, Il")
- Operazione ricchezza (1968)
- Ninì Tirabusciò: la donna che inventò la mossa (1970)
- Camorra (1972)  - Pietro - Tonino's Father
- Non si sevizia un Paperino (1972) - Captain Modesti
- Pane e cioccolata (1974) - Pietro
- Il gioco della verità (1974)
- Una sera c'incontrammo (1975) - Aniello Capuozzo
- Sette note in nero (1977) - Dueño de la galería de arte